# Psychotria ternatifolia
Psychotria ternatifolia är en måreväxtart som beskrevs av W.N.Takeuchi. Psychotria ternatifolia ingår i släktet Psychotria och familjen måreväxter. Inga underarter finns listade i Catalogue of Life.